# El Jiro
El Jiro es el cuarto álbum de estudio del grupo catalán Muchachito Bombo Infierno publicado en 2016.
El disco está marcado por la influencia y las letras del líder de la banda, Jairo Perera que mezcla estilos tan dispares como rumba, funk, swing o rock and roll. 
El disco está grabado en Jerez de la Frontera y su sonido se logró gracias a la colaboración de Ale Acosta de Fuel Fandango. Diego Pozo (de Los Delinqüentes) colabora con la guitarra y Aurora García (sin The Betrayers) aporta la voz en algunos temas. En esta ocasión hay dos versiones: "En mi cabeza", del argentino Kevin Johansen, y "Aeropuerto", del grupo Caníbala.

## Lista de canciones
1. Tiré - 3:50
2. Medios - 3:40
3. Nuestro largo y gran viaje - 3:21
4. Sin sentido - 3:50
5. En mi cabeza - 3:20
6. Aeropuerto - 3:10
7. Igual que ayer - 3:10
8. Echaremos cuentas - 4:26
9. Te perdí - 4:10
10. Benditos animales - 3:45
11. Adiós Compai - 2:24